# Safidia
Safidia là một chi bướm đêm thuộc họ Noctuidae.